# Денка Илиева
Денка Илиева е българска писателка.

## Биография
Родена е в село Крумово, област Ямбол. Възпитаник е на Висшия селскостопански институт в Пловдив. През 1995 г. е приета за член на Съюза на българските писатели. През 2011 година е номинирана за голямата награда на Ямбол, но отличието е спечелено от Военния клуб и писателите Христо Карастоянов и Любомир Котев.
Нейни творби са публикувани в различни периодични издания, като в. „Пламък“, в. „Словото днес“, сп. „Съвременник“ и сп. „Литературни Балкани“. В алманахът „Висока светлина“ също е публикувано творчество на Денка Илиева.

## Творчество
- „Късни светлини“ (1995, сборник с разкази)
- „Мария грешната“ (1995, сборник с разкази)
- „Разкази“ (1999)
- „Новели“ (1999)
- „Юдина поляна“ (2007, сборник с разкази)
- „Птици в залеза“ (2011)